# Cratere South Ray
Il cratere South Ray è un piccolo cratere situato nell'altopiano Descartes sulla Luna, esplorato dagli astronauti della missione Apollo 16. Il nome del cratere è stato formalmente adottato dalla IAU nel 1973.
Il modulo lunare dell'Apollo 16 atterrò tra i crateri North Ray e South Ray il 21 aprile 1972. Gli astronauti John Young e Charles Duke hanno esplorato l'area nel corso di tre attività extraveicolari utilizzando un rover lunare. 
La mappa topografica del cratere si basa sull'elaborazione delle immagini riprese della telecamera panoramica dell'Apollo 16. La linea tratteggiata indica il bordo del cratere. Mentre Charlie Duke scattava le foto, disse: "Riesco a vedere nel bordo della parete interno sul lato sud. Ha strisce nere e strisce bianche che escono dal muro proprio sopra il bordo, che mi dice, ci sono due tipi di rocce laggiù."
Il cratere South Ray ha un diametro di circa 700 metri e una profondità di circa 120 metri.